# Lee Kye-Haeng
Lee Kye-Haeng es un deportista surcoreano que compitió en taekwondo. Ganó una medalla de oro en el Campeonato Mundial de Taekwondo de 1987, y una medalla de oro en los Juegos Asiáticos de 1986.

## Palmarés internacional
| Campeonato Mundial | Campeonato Mundial   | Campeonato Mundial | Campeonato Mundial |
| Año                | Lugar                | Medalla            | Categoría          |
| ------------------ | -------------------- | ------------------ | ------------------ |
| 1987               | Barcelona (España)   | Medalla de oro     | –83 kg             |
| Juegos Asiáticos   |                      |                    |                    |
| Año                | Lugar                | Medalla            | Categoría          |
| 1986               | Seúl (Corea del Sur) | Medalla de oro     | –83 kg             |